# Thalera thibetica
Thalera thibetica là một loài bướm đêm trong họ Geometridae.